# Червона пальмова олія
Червона пальмова олія — вид пальмової олії, одержуваний з м'якоті плодів Олійної пальми з червоною м'якоттю, використовується як затверджувач при виробництві маргаринів, кулінарних і кондитерських жирів. При використанні для отримання олії виключно розташованої біля кісточки м'якоті плоду домагаються підвищеного вмісту в олії каротиноїдів (провітаміну А), які надають продукту характерний червоно-помаранчевий колір і мають хороші антиоксидантні властивості, що нівелюють наявність насичених жирних кислот (50 %), що можуть провокувати збільшення в крові рівня ліпопротеїдів низької щільності.

## Зовнішній вигляд і властивості
Червона пальмова олія — рідина червоно-оранжевого кольору, без яскраво вираженого запаху і смаку. При температурі нижче +16 С починає загусати, втрачає прозорість. Якість продукту при цьому не втрачається, прозорість олії відновлюється при підвищенні температури.

## Вплив на здоров'я
В червоній пальмовій олії містяться антиоксиданти — це основа боротьби зі старінням і хронічними захворюваннями. 100 грам олії мають енергетичну цінність 900 ккал.
Дослідження на щурах показують зменшення ймовірності інфаркту при вживанні червоної пальмової олії.
Червона пальмова олія знижує ризик артеріального тромбозу, атеросклерозу, гальмує синтез ендогенного холестерину в крові, гальмує агрегацію тромбоцитів, знижує рівень оксидативного стресу і знижує кров'яний тиск. Помірне використання червоної пальмової олії сприяє засвоєнню поживних речовин, активує печінкові ферменти, сприяють гемоглобінізаціі червоних кров'яних клітин і покращують імунну функцію.
Олія не повинна містити білків, вуглеводів, трансжирних кислот та холестерину.